# 聖約翰 (印第安納州)
聖約翰（英語：St. John）是一個位於美國印第安納州萊克縣的城鎮。

## 人口
根據2010年美國人口普查的數據，聖約翰的面積為32.46平方千米，當中陸地面積為32.24平方千米，而水域面積為0.22平方千米。當地共有人口14,850人，而人口密度為每平方千米457人。